# Понировський район
Понировський район — адміністративно-територіальна одиниця і муніципальне утворення на півночі Курської області Росії.
Адміністративний центр - селище Понирі.